# Коптев овраг
Ко́птев овраг — один из оврагов, расположенных в Сокольих горах, на левом берегу реки Волги. В непосредственной близости находится Коптев затон.

## Топонимика
Наиболее вероятна версия, по которой своё название Коптев овраг получил по лексическому значению «копоть» — «яма, в которой варят смолу, дёготь»
Существует легенда, исходя из неё, именование носит прозвищно-фамильную основу. По легенде, в XIX веке в Коптевом овраге находилась усадьба боярина Коптева, и её останки (в виде выступов фундамента дома) неподалёку от Берёзовой рощи и по сей день свидетельствуют о правдивости легенды.

## История
Упоминание об овраге встречается в начале XIX века в записях знаменитого ученого и путешественника П. С. Палласа (1809 г.): 

 От самой высокой Известковой горы, которая, удаляясь от Волги, окружает Сенную гору с западной стороны, отделена сия лесистой: деревнями населенную долиною, Коптев или Угольный буерак называемою. Сия долина чрезвычайной стужи, которая и летом там бывает, довольно известна соседственным жителям. Ходящие на судах по Волге рыбаки, будучи в сей стране, обыкновенно в жаркие дни ночуют в оной долине для безопасности от комаров, которых там никогда не бывает по причине студеного воздуха. — 
В середине XIX века упоминание об овраге встречается в связи с ожидавшимся староверами Апокалипсисе и неким отцом Иеронимом, прибывшим из Царицына и впоследствии оказавшимся самозванцем. Верующие сошли и трое суток постились в преддверии Пасхи 1844 года.
В связи с наличием в овраге самородной серы в начале XX века, во время русско-японской войны, на территории буерака началось строительство трубочного завода. Предположительно, именно тогда была создана винтовая дорога, укрепленная бутовым камнем. По другим версиям, она была построена в 1938 году, при строительстве здравницы, или еще позже, после войны, пленными немцами, что более сомнительно. Высота укрепленной стены из камня местами достигает 10 метров, толщина около метра. Находится по правую сторону оврага, если встать лицом к Волге. В настоящий момент почти полностью засыпана грунтом. Небольшая часть этой стены выходит из земли рядом с берегом реки.
Не так давно группой самарских диггеров на южном склоне оврага были найдены останки кустарной глиняной мастерской, выпускавшей черепицу и другие изделия, датируемая началом XX века.

## Флора и фауна
Флора и фауна оврага уникальны. В советское время там, ввиду благоприятных условий, располагались яблоневые, фруктовые сады. До сих пор сохранилась дубовая роща. По левой стороне оврага преобладают лиственные леса — осина, берёза, дуб, липа. По правой — орешник, клён.

## Расположение
На крутом правом берегу Коптева оврага находится посёлок Управленческий. По дну буерака проходит дорога (частично — грунтовая, частично — асфальтированная), являющаяся продолжением улицы Коптевской. По этой дороге можно попасть к каменистому берегу Волги, откуда несложно добраться до здравницы и пещеры Братьев Греве. В овраге протекает ручей (в народе прозванный речкой Вонючкой), почти пересыхающий в годы с недостаточным выпадением осадков, подпитывающийся из искусственного озера, образовавшегося в среднем течении в результате прокладки насыпи Волжского шоссе. Перепад высот составляет около 170 метров: высшая точка находится в трёх километрах к юго-востоку от лыжной базы посёлка Управленческий, низшая на уровне Волги, составляющем 28 метров над уровнем моря. Винтовой дорогой, построенной когда-то для подъёма пиломатериала и леса из Волги для строительства посёлка, овраг соединён со здравницей, Горкой и районом смотровой площадки (Вертолетки).